# Archeremella leowae
Archeremella leowae är en kvalsterart som först beskrevs av Balogh och Sandór Mahunka 1974.  Archeremella leowae ingår i släktet Archeremella och familjen Eremellidae. Inga underarter finns listade i Catalogue of Life.